# Himalopsyche navasi
Himalopsyche navasi är en nattsländeart som beskrevs av Banks 1940. Himalopsyche navasi ingår i släktet Himalopsyche och familjen rovnattsländor. Inga underarter finns listade i Catalogue of Life.